# 柚木俊治
柚木 俊治（ゆき としはる、1916年 - 1943年）は、日本の元アマチュア野球選手。戦後（1940年代後半～1950年代）、南海ホークスのエースとして活躍した柚木進は実弟に当たる。

## 経歴
1916年、広島県呉市山手町にて出生。近くに二河球場があった関係で、野球の盛んな環境の下で育った。地元の強豪校・大正中学校（在学中の1934年に呉港中学校に改名）に入学。在学中、甲子園に5回出場（春2回〔1933年,1934年〕、夏3回〔1932年,1933年,1934年〕）。ポジションは遊撃手。甲子園での活躍は目覚ましく、1934年春の大会では優秀選手賞を受賞。そして、最後の出場となった1934年夏の大会では、主将として藤村富美男らと共に高い総合力で全国の強豪をまったく寄せ付けず圧勝し全国制覇を果たした。中学時代のチームメイトには、藤村の他に田川豊、塚本博睦、橋本正吾、保手浜明、原一朗がいた。
1935年立教大学に入学し、大学でもプレーした。しかし、立大卒業後に応召され、1943年にラバウルで戦死した（詳細な没年月日は不明）。数え28歳没。
東京ドーム内の野球殿堂博物館にある戦没野球人モニュメントに、彼の名前が刻まれている。